# 이은혜 (탁구 선수)
이은혜(李恩惠, 1995년 5월 2일~)는 대한민국의 탁구 선수이다. 소속팀은 대한항공 여자탁구단이며(2013년 입단) 한국프로탁구(KTTL)에서 뛰고 있다. 대한민국 국가대표 선수로서 2024년 하계 올림픽에 참가, 탁구 여자 단체전에서 동메달을 획득하였다.

## 생애

### 대한민국 귀화
1995년 중화인민공화국 허베이성에서 태어났다. 내몽골에서 유소년 탁구 선수로 활동하던 중, 당시 탁구 선교를 하던 1988년 하계 올림픽 탁구 여자 복식 금메달리스트 양영자에 의해 발탁되었다. 이은혜의 아버지와 이은혜 본인의 간절한 대한민국행 바람이 양영자를 통해 한 가정에 전달되면서 입양을 통해 한국인이 되었다. 중화인민공화국에서 국제 입양을 통해 귀화하는 첫 사례여서 그 절차는 2년 가까이 걸렸고 이은혜가 단원고등학교 2학년이 되어서야 최종 입양이 결정되었다.
그녀의 양아버지이자 목사인 이충희는 당시 중화인민공화국에서 보낸 공증 서류를 들고 입양 절차와 관련된 기관을 수도 없이 다녔다. 물론 성인이 될 때까지 기다리는 방법도 있었지만 당시 이은혜를 포함해 딸이 세 명 있었던 이은혜의 가정이 어려운 상황이였고, 이은혜도 대한민국행을 간절히 원했던 터라, 곧바로 입양 절차를 진행했다. 이후 2011년 이은혜는 중화인민공화국에서 대한민국으로 귀화했다.

## 기록

### 실업탁구단 소속(2013년~2022년)
2013년 대한항공 여자탁구단에 입단했다.
- 2013년 2013 한일실업탁구정기전 여자 단식 우승[6]
- 2013년 2013 ITTF 벨라루스 오픈 U/21 여자 단식 우승[7][8]
- 2013년 제67회 전국남녀종합탁구선수권대회 여자 단체전 우승[9]
- 2014년 제68회 전국남녀종합탁구선수권대회 여자 단체전 준우승[10]
- 2015년 제69회 전국남녀종합탁구선수권대회 여자 단체전 우승[11]
- 2016년 제62회 전국남녀종별탁구선수권대회 여자 단체전 우승[12]
- 2016년 2016 실업탁구챔피언전 여자 단식 우승[13]
- 2016년 제32회 대통령기 전국시도 탁구대회 여자 단체전 우승[14]
- 2016년 제32회 대통령기 전국시도 탁구대회 여자 단식 준우승[15]
- 2017년 제63회 전국남녀종별탁구선수권대회 여자 단체전 우승[16]
- 2017년 2017 하계 유니버시아드 탁구 여자 단체전 금메달,[17]
- 2017년 2017 하계 유니버시아드 탁구 여자 복식 동메달[18]
- 2018년 제99회 전국체육대회 여자 단체전 금메달[19]
- 2018년 제34회 대통령기 전국시도 탁구대회 여자 복식 우승[20]
- 2019년 2019 실업탁구챔피언전 여자 복식 준우승[21]
- 2019년 2019 실업탁구리그 단체전 우승[22]
- 2019년 2019 ITTF 챌린지 폴란드 오픈 여자 복식 준우승[23][24]
- 2021년 제67회 픽셀스코프 전국남녀종별탁구선수권대회 여자 단체전 우승[25]
- 2021년 2021 대전광역시&석정도시개발 올스타 탁구대회 여자 단식 준우승[26][27]
- 2021년 2021 춘계 회장기 실업탁구대회 여자 단체전 준우승[28]

### 프로탁구단 소속(2022년~)
2022년 한국프로탁구리그의 출범 및 소속구단의 프로화로 프로선수로 전환했다.
- 2022년 제75회 픽셀스코프 전국남녀종합탁구선수권대회 여자 단식 우승[29][30]
- 2022년 제38회 대통령기 전국탁구대회 여자 단식 우승[31]
- 2022년 WTT 피더 올로모우츠 여자 단식 준우승[32]
- 2022년 2022 한국프로탁구 여자 코리아리그 정규리그 개인기록상 부문 개인다승상 수상[33][34]
- 2023년 2022 아시안 게임 탁구 여자 단체전 동메달
- 2023년 2023 아시아 탁구 선수권 대회 여자 단체전 은메달[35]
- 2024년 WTT 피더 하비르조프 여자 단식 우승[36]
- 2024년 WTT 피더 바라즈딘 여자 단식 준우승[37]
- 2024년 제70회 버터플라이 전국남녀종별탁구선수권대회 여자 단체전 우승[38]
- 2024년 2024 하계 올림픽 탁구 여자 단체전 동메달

#### 한국프로탁구 여자 코리아리그 개인기록
| † | 챔피언 결정전 우승을 차지한 시즌을 가리킨다. |

| 시즌 | 소속팀   | 정규리그 기록 (개인 단식) | 정규리그 기록 (개인 단식) | 정규리그 기록 (개인 단식) | 정규리그 기록 (개인 단식) | 정규리그 기록 (개인 단식) | 정규리그 기록 (개인 단식) | 정규리그 기록 (개인 단식) | 정규리그 기록 (개인 단식) | 정규리그 기록 (개인 단식) | 정규리그 기록 (개인 단식) | 비고                                     |
| 시즌 | 소속팀   | 승리                      | 패배                      | 승률                      | 획득게임                  | 상실게임                  | 득실게임                  | 획득점수                  | 상실점수                  | 득실점수                  | 개인순위                  | 비고                                     |
| ---- | -------- | ------------------------- | ------------------------- | ------------------------- | ------------------------- | ------------------------- | ------------------------- | ------------------------- | ------------------------- | ------------------------- | ------------------------- | ---------------------------------------- |
| 2022 | 대한항공 | 22                        | 5                         | 81.5%                     | 46                        | 17                        | 29                        | 1573                      | 1445                      | 128                       | 1                         | 정규리그 개인기록상 부문 개인다승상 수상 |
| 2023 | 대한항공 | 10                        | 11                        | 47.6%                     | 28                        | 25                        | 28                        | 311                       | 173                       | 138                       | 5                         | -                                        |

## 같이 보기
- 김하영
- 이유진
- 정은송
- 강가윤
- 신유빈
- 최예서
- 박가연
- 이승은